# Nowy Sącz
Nowy Sącz là một thị trấn thuộc huyện Nowy Sącz, tỉnh Małopolskie ở nam Ba Lan. Thị trấn có diện tích 58 km². Đến ngày 1 tháng 1 năm 2011, dân số của thị trấn là 84537 người và mật độ 1468 người/km².